# Lachemilla sandiensis
Lachemilla sandiensis är en rosväxtart som först beskrevs av Pilger, och fick sitt nu gällande namn av Werner Hugo Paul Rothmaler. Lachemilla sandiensis ingår i släktet Lachemilla och familjen rosväxter. Inga underarter finns listade i Catalogue of Life.